# Municipio Ixhuatán
Koordinaten: 17° 18′ N, 93° 1′ W
Ixhuatán ist ein Municipio im Norden des mexikanischen Bundesstaats Chiapas. Das Municipio hat etwa 10.000 Einwohner und eine Fläche von 94,7 km². Verwaltungssitz und größter Ort des Municipios ist das gleichnamige Ixhuatán.

## Geographie
Das Municipio Ixhuatán liegt im Norden des mexikanischen Bundesstaats Chiapas auf Höhen zwischen 300 m und 2300 m. Es zählt zur Gänze zur physiographischen Provinz der Sierra Madre de Chiapas und liegt vollständig in der hydrologischen Region Grijalva-Usumacinta. Die Geologie des Municipios wird zu 71 % von Kalkstein bestimmt bei 27 % Sandstein-Lutit, vorherrschende Bodentypen sind der Luvisol (68 %) und Leptosol (25 %). Etwa 46 % der Gemeindefläche sind bewaldet, 32 % dienen dem Ackerbau, 22 % sind Weideland.
Das Municipio Ixhuatán grenzt an die Municipios Solosuchiapa, Amatán, Pueblo Nuevo Solistahuacán, Rincón Chamula San Pedro, Tapilula, Pantepec und Chapultenango.

## Bevölkerung
Beim Zensus 2010 wurden im Municipio 10.239 Menschen in 2.107 Wohneinheiten gezählt. Davon wurden 3.788 Personen als Sprecher einer indigenen Sprache registriert, darunter 2.906 Sprecher des Tzotzil und 690 Sprecher des Zoque. Über 22 Prozent der Bevölkerung waren Analphabeten. 3.176 Einwohner wurden als Erwerbspersonen registriert, wovon knapp 87 % Männer bzw. 1,1 % arbeitslos waren. Knapp 43 % der Bevölkerung lebten in extremer Armut.

## Orte
Das Municipio Ixhuatán umfasst 42 bewohnte localidades, von denen nur der Hauptort vom INEGI als urban klassifiziert ist. Drei Orte wiesen beim Zensus 2010 eine Einwohnerzahl von über 1000 auf, 24 Orte hatten weniger als 100 Einwohner. Die größten Orte sind:
| Ort              | Einwohner |
| Ixhuatán         | 3621      |
| Ignacio Zaragoza | 1222      |
| Chapayal Grande  | 1112      |
| Santa Anita      | 0534      |